# Võ hiệp (phim 2011)
Võ hiệp (tiếng Anh: Dragon; tiếng Hoa: 武侠, bính âm: Wǔ Xia) là một bộ phim điện ảnh Hồng Kông – Trung Quốc thuộc thể loại hành động – võ thuật – hình sự ra mắt năm 2011 do Trần Khả Tân làm đạo diễn kiêm đồng sản xuất, với sự tham gia diễn xuất của các diễn viên chính gồm Chân Tử Đan, Takeshi Kaneshiro, Vương Vũ và Thang Duy. Bản thân Chân Tử Đan còn thực hiện phần chỉ đạo võ thuật trong phim. 
Phim lần đầu công chiếu ngày 13 tháng 5 năm 2011 tại Liên hoan phim Cannes năm 2011.

## Nội dung
Năm 1917, tại thành Lưu Gia – một ngôi làng chài hiếu khách, biên giới tỉnh Vân Nam, tây nam Trung Quốc, có một người thợ giấy tên Lưu Kim Hỷ sống một cuộc sống giản dị, hạnh phúc bên người vợ A Ngọc và hai người con trai Hiểu Thiên và Phương Chính. Mọi chuyện bị đảo lộn khi hai tên tội phạm vào làng và tìm nơi giao dịch để cướp tiền. Chúng hành hung ông chủ trong tiệm giấy khi anh đang làm việc bên trong, thế nên anh đã chống lại bọn chúng và cả hai tên đều chết dưới tay anh. Sáng hôm sau, Từ Bách Cửu – một chuyên viên thám tử của ngôi làng – được gửi đến để điều tra vụ án. Trong lúc khám nghiệm tử thi, anh đã phát hiện ra một tên cướp bị chết là Diêm Đông Sinh – một trong mười tên tù đào tẩu đang bị truy nã. Được sự chấp thuận của cơ quan an ninh địa phương, nhân dân xem Kim Hỷ là anh hùng của ngôi làng này.
Nhiều ngày sau, do nghi ngờ việc Đông Sinh có thể chết dễ dàng dưới tay của Kim Hỷ, nên Bách Cửu quyết định đi điều tra. Bằng việc lần theo dấu vết bằng chứng trong cửa hàng và các tình tiết kể lại của Kim Hỷ cho anh, cùng với các kiến thức của anh về pháp y, Bách Cửu suy luận rằng Kim Hỷ là cao thủ võ thuật, cùng với những chi tiết được anh quan sát trong cuộc đấu sau khi ghi nhận dấu hiệu xuất huyết não do chấn thương dây thần kinh của Đông Sinh. Bên cạnh đó, qua những điều tra và chứng cứ thu thập được, anh mới biết được rằng Kim Hỷ chính là Đường Long, một sát thủ nằm trong 72 Địa Sát tinh – một tổ chức tàn ác và khát máu nằm ở tộc Tây Hạ. Bởi lẽ, nhiều năm trước, anh chính là người đã sát hại dã man một gia đình bán thịt ở Kinh Châu. Bách Cửu nhanh chóng trở lại văn phòng quận để lấy lệnh bắt giữ Kim Hỷ lại nhưng chưa nhận được lệnh vì chưa có đủ chứng cứ, do đó anh đến vay tiền người vợ cũ để có tiền hối lộ cho thẩm phán. Sau khi phát lệnh bắt Kim Hỷ, tên thẩm phán thông báo cho Bang chủ – thủ lĩnh của tổ chức sát thủ 72 Địa Sát tinh – về nơi ở của Kim Hỷ, hy vọng rằng ông sẽ nhận được một phần thưởng. Bang chủ bị xúc phạm và tiết lộ rằng Kim Hỷ chính là con trai ruột của mình, và rồi hắn đấm chết thẩm phán.
Bang chủ cho nhiều tay sai đến làng để bắt Đường Long về đây và đốt phá nhà cửa nơi này. Lúc Bách Cửu và các cảnh sát đang trên con đường trở lại làng, hai tên sát thủ đã đến được ngôi làng và giết chết một dân làng để ép buộc Kim Hỷ phải thừa nhận danh tính của mình. Quá phẫn nộ, Kim Hỷ giao đấu với chúng và hạ chết một trong hai sát thủ rồi bỏ trốn. Sau đó, anh còn phải đấu tay đôi với Thập Tam Nương – người vợ thứ của Bang chủ – ở một khu chuồng trâu. Kết cục, cô bị những con trâu húc trong vụ giẫm đạp và rơi xuống thác nước. Dân làng rút lui vào một pháo đài để ẩn nấp nhóm sát thủ, còn Kim Hỷ và Bách Cửu ở lại chờ bọn chúng. Trong lúc chờ đợi, Bách Cửu đã nghĩ ra một kế, bằng việc sử dụng các kiến thức của mình về châm cứu, anh đã cho Kim Hỷ giả chết để các sát thủ sẽ không truy lùng anh nữa. Lúc bọn họ đến nơi, thấy xác của Kim Hỷ trên chiếc xe kéo, tên cầm đầu than khóc vì tưởng rằng anh đã chết. Tuy nhiên, Bách Cửu nghĩ lại rằng Kim Hỷ không thể giả chết quá lâu như thế, vậy nên khi hết giờ giả chết, anh làm Kim Hỷ hồi phục nhanh chóng. Kim Hỷ chém đứt cánh tay trái của mình trước mặt tên cầm đầu và nói rằng anh đã chấm dứt quan hệ với tổ chức sát thủ, nhưng tên cầm đầu bảo với anh rằng anh hãy đem chuyện ra để nói với Bang chủ, bởi hắn bây giờ đang chờ ở nhà anh.
Khi Kim Hỷ trở về nhà, anh cực kì sốc khi thấy Bang chủ đã bắt vợ con anh làm con tin. Sau một hồi ức về tình cha con năm xưa, Bang chủ sẽ tha mạng cho anh nhưng đổi lại anh phải giết Hiểu Thiên. Bị xúc phạm danh dự, Kim Hỷ nổi điên lên và giao đấu với Bang chủ nhưng bất thành. Lúc này, Bách Cửu âm thầm đột nhập vào nhà bằng lối đi ngầm. Trong một thoáng mất tập trung, Bang chủ đã bị Bách Cửu tung tuyệt chiêu đâm kim vào người hắn, làm cho hắn nổi giận và ném anh văng khỏi góc nhà. Kim Hỷ vẫn kiên cường chiến đấu với Bang chủ, nhưng lúc này anh đã yếu thế thật sự và cuối cùng anh đã bị áp đảo hoàn toàn dưới tay hắn. Lúc Bang chủ chuẩn bị giết anh, Bách Cửu nhận thấy cây kim vẫn còn bị mắc kẹt trong gót chân của hắn. Anh lại tiếp tục tung tuyệt chiêu đâm kim khác vào cổ của Bang chủ, nhưng anh bị hắn ta đấm một phát vào người và bị ném văng vào hòn đá ngoài sân, dẫn đến anh bất tỉnh toàn tập. Rất may, các kim châm đã hoạt động đúng theo nguyên lý và kết cục, Bang chủ bị sét kết hợp với các kim châm đánh chết, còn bản thân Bách Cửu lúc này cũng đã chết sau khi vụ án đã được giải quyết xong. Sau bao nhiêu khó khăn, Kim Hỷ và vợ con anh đã được trở về cuộc sống như xưa.

## Diễn viên
- Chân Tử Đan vai Lưu Kim Hỷ, tên thật là Đường Long, con trai của Bang chủ và từng là sát thủ thuộc tổ chức 72 Địa Sát tinh, hiện là thợ giấy đang làm việc tại thành Lưu Gia.
- Kim Thành Vũ vai Từ Bách Cửu, một chuyên viên thám tử điều tra có tiếng.
- Thang Duy vai A Ngọc, vợ của Lưu Kim Hỷ.
- Vương Vũ vai Bang chủ, thủ lĩnh của tổ chức 72 Địa Sát tinh và là cha ruột của Lưu Kim Hỷ.
- Huệ Anh Hồng vai Thập Tam Nương, vợ thứ của Bang chủ (vai diễn khách mời).
- Lý Tiểu Nhiễm vai vợ cũ của Từ Bách Cửu, người cho rằng chính anh là người hại chết cha cô.
- Khương Vũ vai cộng sự của Từ Bách Cửu.
- Trịnh Vỹ vai Lưu Phương Chính, con trai cũ của A Ngọc sau khi cô chia tay chồng cũ.
- Lý Gia Dân vai Lưu Hiểu Thiên, con trai mới của Lưu Kim Hỷ và A Ngọc.

## Sản xuất
Ý tưởng làm phim Võ hiệp bắt đầu khi Chân Tử Đan và Trần Khả Tân đã có một cuộc trao đổi và nhận ra rằng cả hai đều có niềm đam mê nghệ thuật phim kiếm hiệp của những năm 1960 và 1970, đặc biệt là phim Độc thủ đại hiệp (One-Armed Swordsman - 独臂 刀) năm 1967. Bộ phim của đạo diễn Trương Triệt đã đưa diễn viên Vương Vũ (người đóng vai nhân vật nghĩa hiệp) trở nên nổi danh. 
Khả Tân giải thích rằng Võ hiệp là một sự tôn trọng lớn từ bản gốc "Độc thủ đại hiệp", nhưng không phải là một phiên bản làm lại hoặc tái tưởng tượng dưới mọi hình thức. Quyết định nhân vật của Chân Tử Đan bị mất một cánh tay đã được khẳng định khi bấm máy, nhưng trên thực tế nhiều người vẫn có ấn tượng rằng Võ hiệp là một phiên bản làm lại của "Độc thủ đại hiệp".